# Carlinville
Carlinville is een plaats (city) in de Amerikaanse staat Illinois en valt bestuurlijk gezien onder Macoupin County.

## Demografie
Bij de volkstelling in 2000 werd het aantal inwoners vastgesteld op 5685.
In 2006 is het aantal inwoners door het United States Census Bureau geschat op 5714, een stijging van 29 (0,5%).

## Geografie
Volgens het United States Census Bureau beslaat de plaats een oppervlakte van
6,2 km², geheel bestaande uit land.

## Plaatsen in de nabije omgeving
De onderstaande figuur toont nabijgelegen plaatsen in een straal van 20 km rond Carlinville.